# Acantholimon kjurendaghi
Acantholimon kjurendaghi är en triftväxtart som beskrevs av Meszer. Acantholimon kjurendaghi ingår i släktet Acantholimon och familjen triftväxter. Inga underarter finns listade i Catalogue of Life.